# Hans Rothbart
Hans Rothbart (* 16. Dezember 1846 in Coburg; † 22. Februar 1904 ebenda) war ein deutscher Architekt und Hofbeamter im Dienst von Herzog Alfred von Edinburgh, Sachsen-Coburg und Gotha.

## Leben und Wirken
Hans Rothbart, Sohn des gothaschen Hofraths Georg Konrad Rothbart wurde 1846 auf der Veste Coburg geboren. Er besuchte bis 1862 die Coburger Realschule Ernestinum und studierte danach an der Coburger Baugewerkschule, an der sein Vater Direktor war. Als 25-Jähriger war er bereits Vorstand des herzoglichen Privatbüros und Präsident des herzoglichen Kabinetts, weiterhin aber auch für bürgerliche Auftraggeber tätig.
1895 wurde Rothbart zum Schlosshauptmann von Coburg und Gotha ernannt und übernahm so die Verwaltung
der herzoglichen Gebäude, Gärten und Anlagen und die Aufsicht der naturwissenschaftlichen Sammlungen der Veste Coburg.

## Bauwerke
Hans Rothbarts Bauwerke prägen bis heute das Coburger Stadtbild und zählen zu den denkmalgeschützten Bauten der Stadt. In Coburg wurden folgende Bauten durch Hans Rothbart ausgeführt:

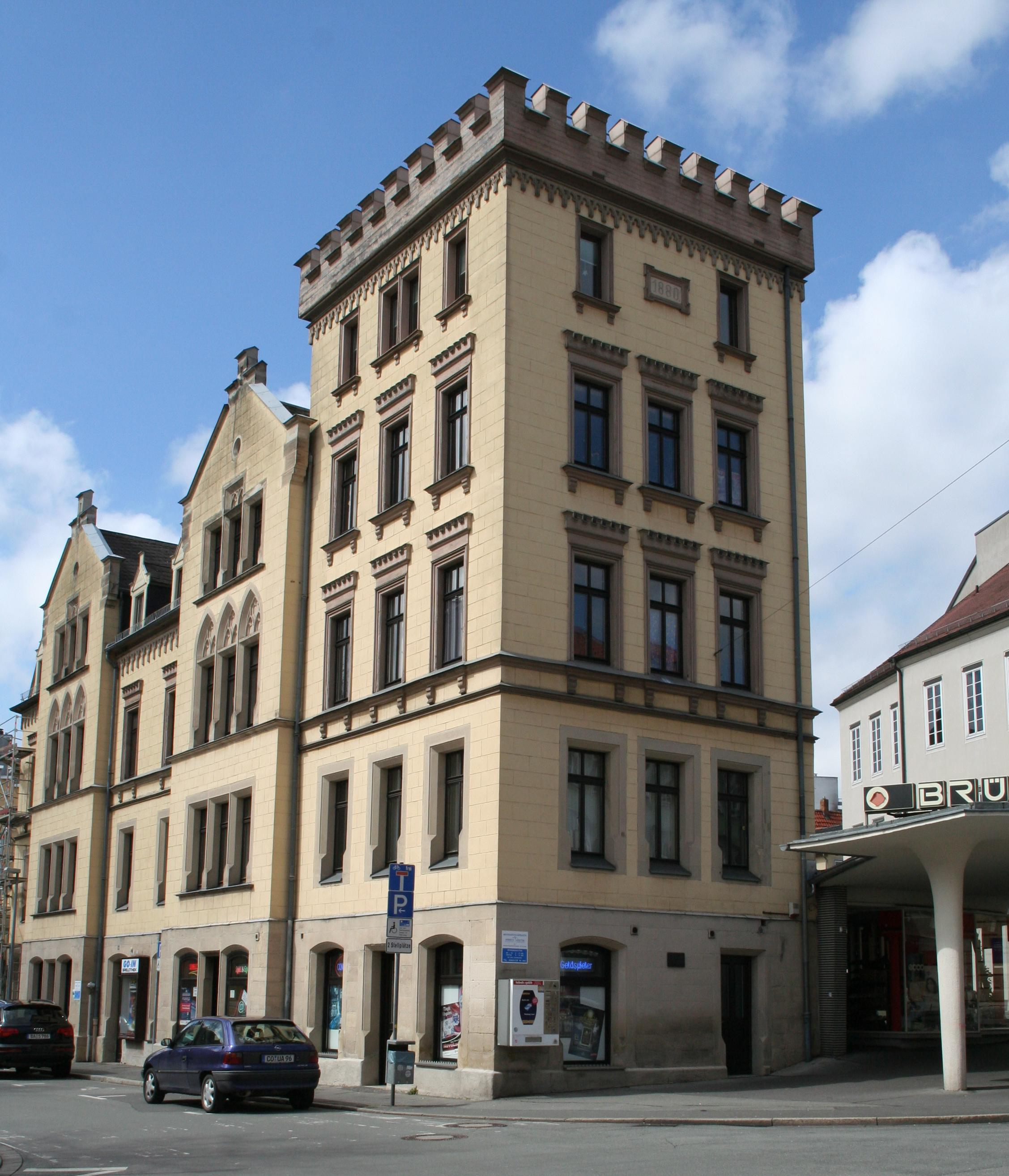
Albertsplatz 5/5a

- Albertsplatz 5/5a (Neubau 1874–1880)
- Bergstraße 4 (Neubau 1873)
- Casimirstraße 11 (Umbau des Lichtensteinturmes 1864)
- Ernstplatz l (Neubau 1885)
- Festungsstraße 2a, 4 (Neubauten; 2a: 1883, 4: 1867)
- Glockenberg 8 (Neubau 1872)
- Goethestraße 13 (Anbau 1883)
- Judengasse 43/45 (Neubau 1881)
- Lossaustraße 16 (Neubau 1878)
- Mohrenstraße 15a (Neubau 1887)
- Mühlgasse 12 (Neubau 1879)
- Obere Klinge l (Neubau 1872)
- Rosenauer Straße 15 (Neubau 1872)
- Schlossplatz 5/5a (Erweiterung 1881)
- Sonntagsanger 16 (Neubau 1901)
- Steinweg 21 (Umbau 1875)
- Untere Klinge 2 (Neubau 1871)
- Webergasse 32 (Neubau 1887)
- Weichengereuth 26 (Neubau 1869)